# Багдасарян Карен Драстоматович
Карен Драстоматович Багдасаря́н (нар. 23 листопада 1929, Ошакан) — український художник; член Спілки радянських художників України з 1970 року.

## Біографія
Народився 23 листопада 1929 року в селі Ошакані (нині Араґацотн, Вірменія). Протягом 1946—1950 років навчався в Єреванському художньому училищі; у 1950—1951 роках — в Московському художньому училищі, де був учнем Олександра Саханова, Василя Бакшеєва.
Мешкав у Києві в будинку на вулиці Івана Сергієнка, № 19, квартира № 20 та у будинку на провулку Бастіонному, № 9, квартира № 7. Виїхав до Вірменії, мешкав у Єревані.

## Творчість
Працював у галузі станкового живопису у жанрах тематичної картини, портрета і пейзажу. Серед робіт:
- «Вірменський письменник Гегам Сарян» (1956);
- «У горах Вірменії» (1967);
- «Біля села Бучаки» (1968);
- «Хлібні поля в горах» (1968);
- «У Карпатах» (1969);
- «Рідне село» (1970);
- «Леся Українка у старому Тифлісі» (1971);
- «Озеро Севан» (1975)[3];
- «Герой Радянського Союзу полковник Олександр Щеблаков» (1978);
- «Учасник звільнення Києва старший лейтенант К. Аветисян» (1983).

Брав участь у республіканських та всеукраїнських художніх виставках з 1967 року. 
Окремі роботи художника зберігаються у фондах дирекції виставок України, Музеї Лесі Українки в Києві, Національному музеї Тараса Шевченка.